# Feira
Feira is een plaats (freguesia) in de Portugese gemeente Santa Maria da Feira en telt 11 040 inwoners (2001).

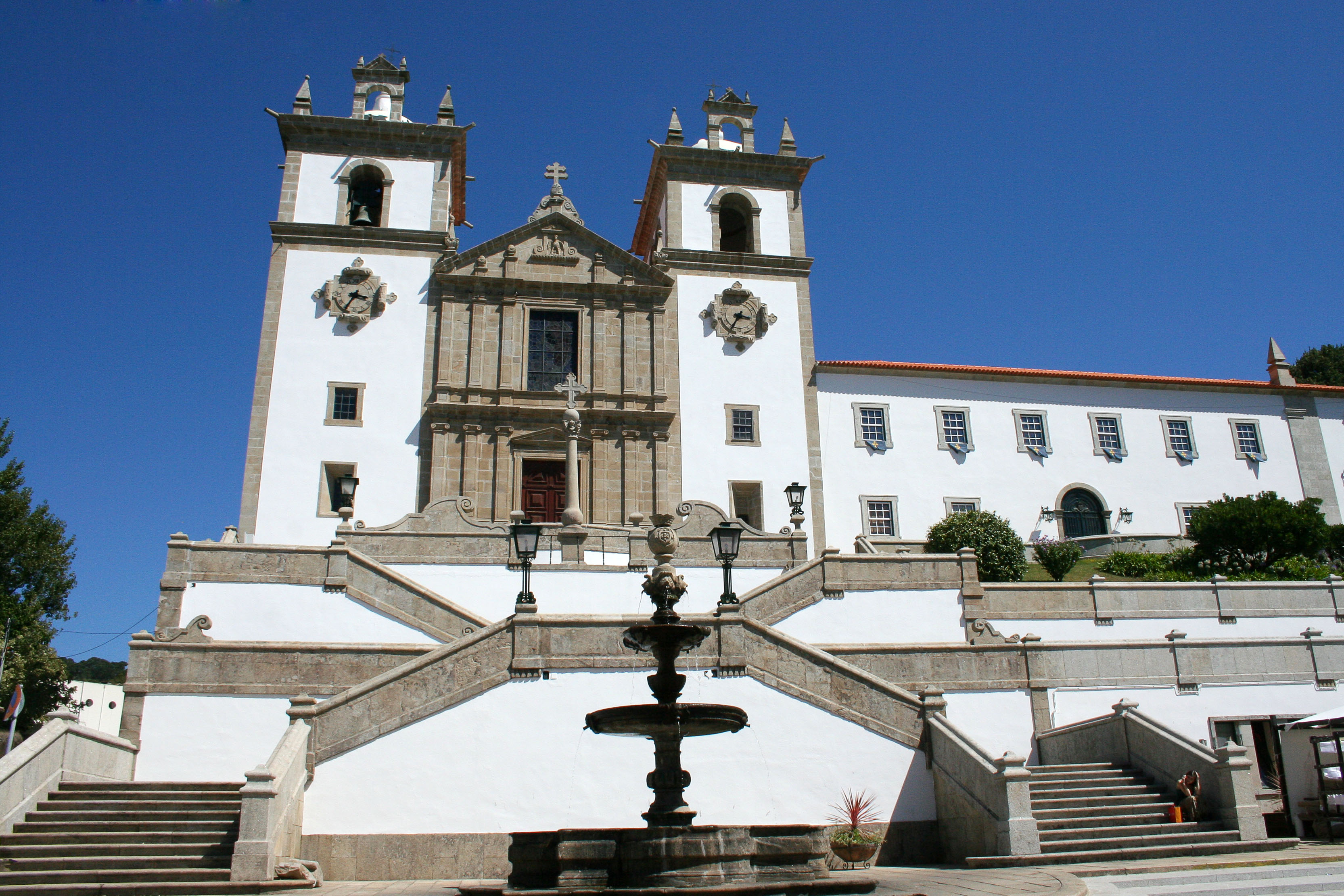
Kerk van de Heilige Maria in het klooster van Lóios